# Motor

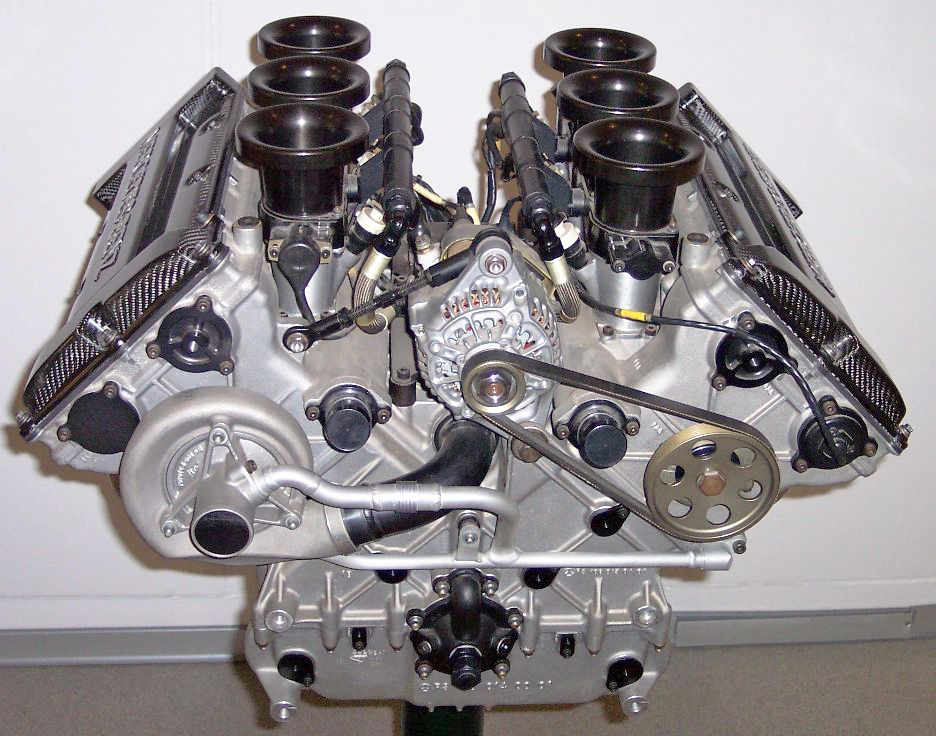
Un motor cu ardere internă V6 a unui automobil Mercedes

Un motor este o mașină destinată transformării unei forme de energie în lucru mecanic. Motoarele termice, inclusiv motorul cu ardere internă și motorul cu ardere externă, ard combustibil pentru a genera căldură, care ulterior generează mișcarea. Motoarele electrice transformă energia electrică în lucru mecanic, iar motoarele pneumatice folosesc aer comprimat. În sistemele biologice, motoarele moleculare, cum sunt miozinele din mușchi, folosesc energie chimică pentru a produce mișcare.

## Terminologie
În limbajul modern, termenul de motor descrie de obicei dispozitive, precum motoarele cu abur și motoarele cu ardere internă, care ard sau consumă în alt mod combustibil pentru a efectua lucru mecanic prin exercitarea unui cuplu sau a unei forțe liniare (de obicei sub formă de împingere). Dispozitivele care convertesc energia termică în energie cinetică sunt denumite de obicei pe scurt „motoare”.